# だいすき (Hysteric Blueの曲)
『だいすき』は、日本のロックバンド、Hysteric Blueの9枚目のシングル。

## 解説
- スキードーム「ザウス」TVCM

## 収録曲
1. だいすき
作詞：たくや 作曲：ナオキ 編曲：佐久間正英&Hysteric Blue
2. 青い空
作詞・作曲：たくや 編曲：佐久間正英&Hysteric Blue
3. だいすき (original karaoke)

## 収録アルバム
- Bleu-bleu-bleu (#1)
- Historic Blue (#1)

| 前半 | 前半       | → | 大サビ | 大サビ     |
|      | ト長調 (G) | → |        | イ長調 (A) |